# Miklós Jancsó
Miklós Jancsó (Vác, 27 september 1921 – Boedapest, 31 januari 2014) was een Hongaars regisseur.
Voor zijn film Rode psalm won hij op het filmfestival van Cannes 1972 de prijs voor beste regisseur. Daarnaast werd hij gedurende zijn loopbaan genomineerd voor onder meer de Gouden Leeuw, de Gouden Beer en meermaals voor de Gouden Palm.
Jancsó studeerde rechten en geschiedenis, voordat hij in 1946 werd toegelaten aan de Hogeschool voor Toneel en Film in Boedapest. Hij studeerde af in 1950 en begon zijn carrière als regisseur van documentaires.
Hij regisseerde in zijn loopbaan ongeveer dertig films. Veel van zijn films gaan over de geschiedenis van Hongarije. Jancsó brak internationaal door in het midden van de jaren 60 met films als De hopelozen (1966), De roden en de witten (1968) en Rode psalm (1972).
De films van Jancsó worden gekenmerkt door visuele stilering, sierlijke choreografische opnames, lange scènes, historische en landelijke decors en weinig psychologische diepgang. Machtsmisbruik is een vaak terugkerend onderwerp in zijn oeuvre. Zijn films vormen ook dikwijls een allegorische kritiek op het Hongaarse regime tijdens het communisme. Sinds de jaren 80 had Jancsó internationaal minder succes.
Jancsó stierf op 92-jarige leeftijd na een lang ziekbed.